# أحلام اليعقوب
أحلام اليعقوب (ولدت 4 أكتوبر 1984)، هي صحفية سعودية ومقدمة برامج على قناة العربية.

## النشأة والتعليم
انتقلت أحلام إلى السعودية في عمر السادسة قادمة من الولايات المتحدة، تلقت تعليمها في مدارس تحفيظ القرآن. حصلت على شهادة بكالوريوس في جامعة الدمام قسم دراسات إسلامية، وماجستير بالإعلام والعلاقات العامة.

## السيرة
بدأت أحلام مسيرتها الإعلامية مع القناة الأولى للتلفزيون السعودي في 2008، وعملت هناك على مدار عامين. ثم انتقلت إلى مجال الإذاعة وعملت في إذاعة إم بي سي إف أم في مطلع 2010 وقدمت برنامج «تو النهار» وبرامج أخرى.
انضمت أحلام اليعقوب إلى قناة العربية في ديسمبر 2015، حيث قدمت فقرة «أنا أرى» في أولى إطلالاتها التلفزيونية. وقدمت برنامج صباح العربية بجانب عمر النشوان.

## الحياة الخاصة
أحلام اليعقوب متزوجة ولديها طفلان: فيصل (مواليد 2006)، وطلال شقيقه الأصغر (مواليد 2011).